# Rascacielos

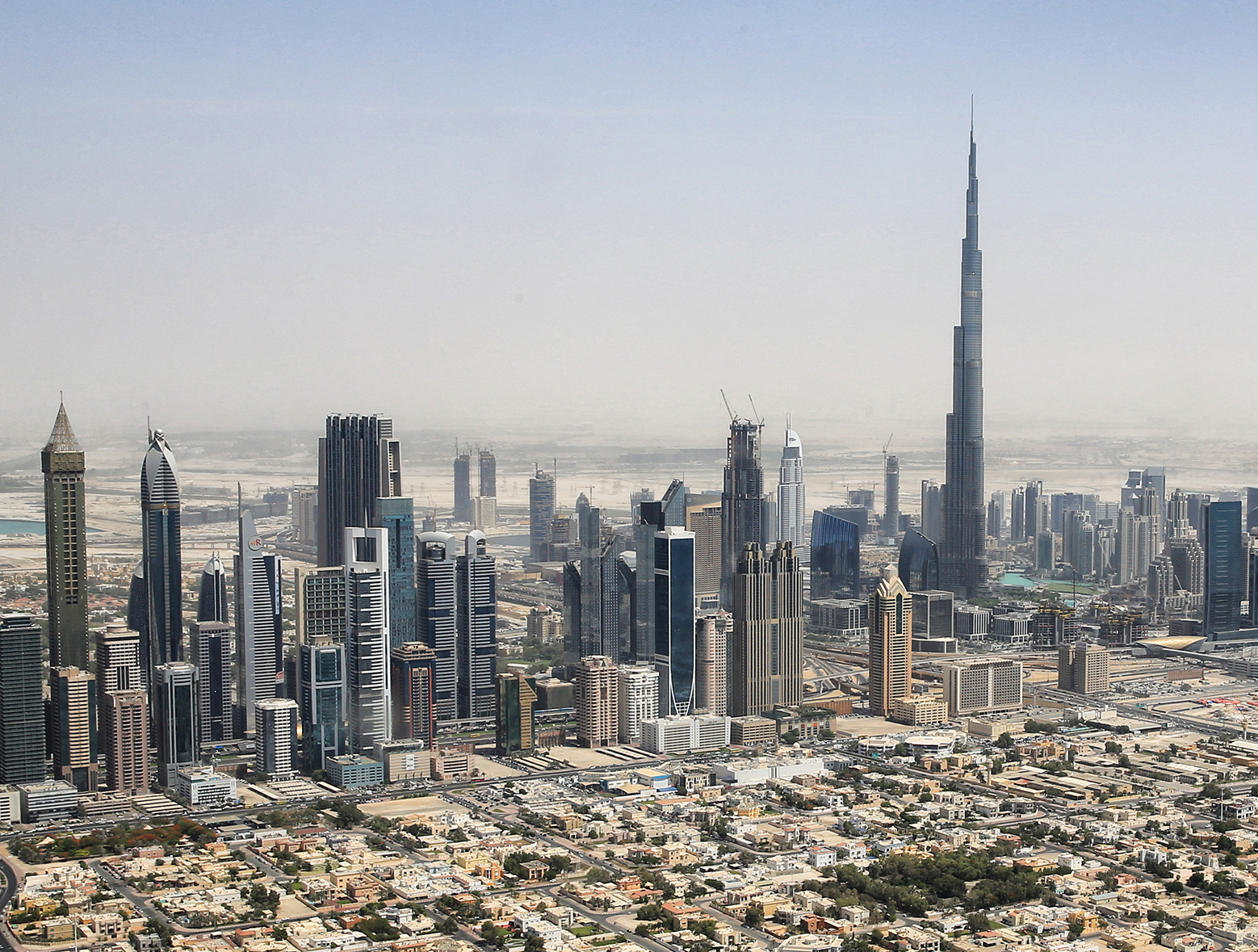
Actualmente el Burj Khalifa (Dubái), con 828 metros, es el rascacielos más alto del mundo.

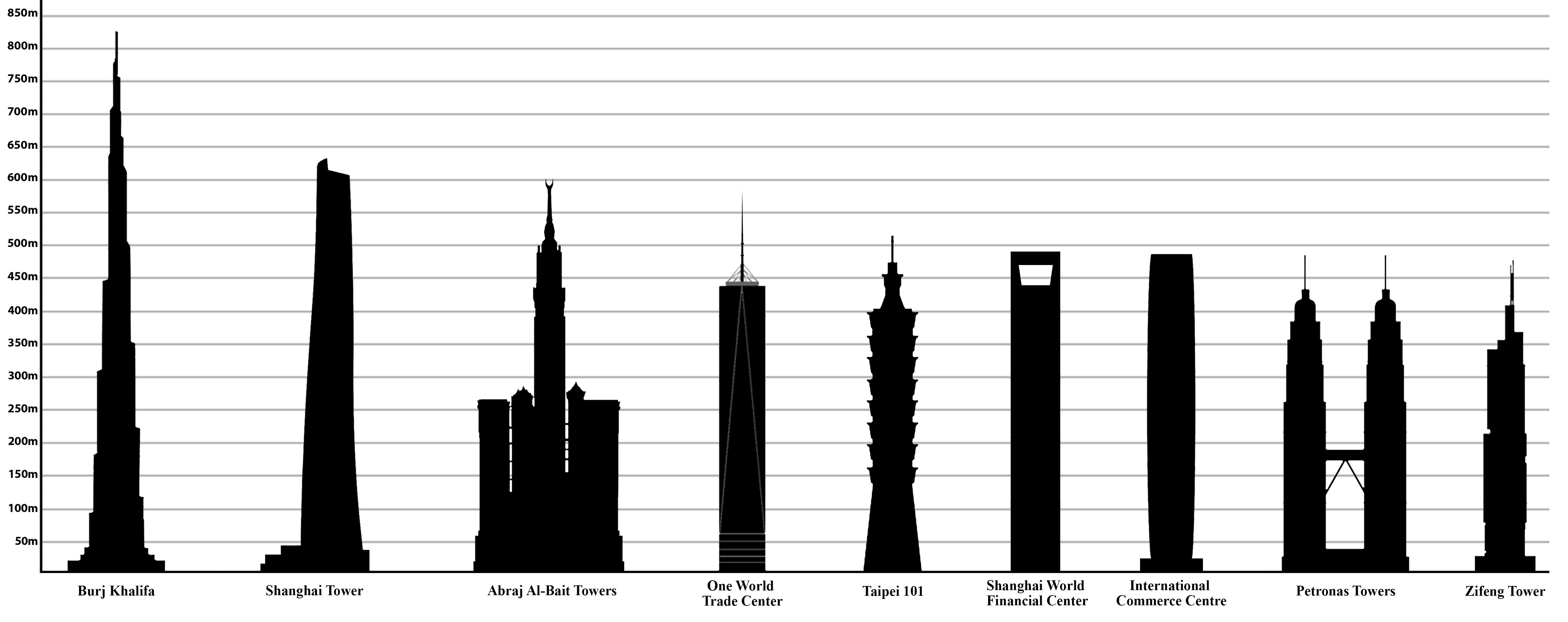
Comparativa de los rascacielos más altos del mundo en 2015.

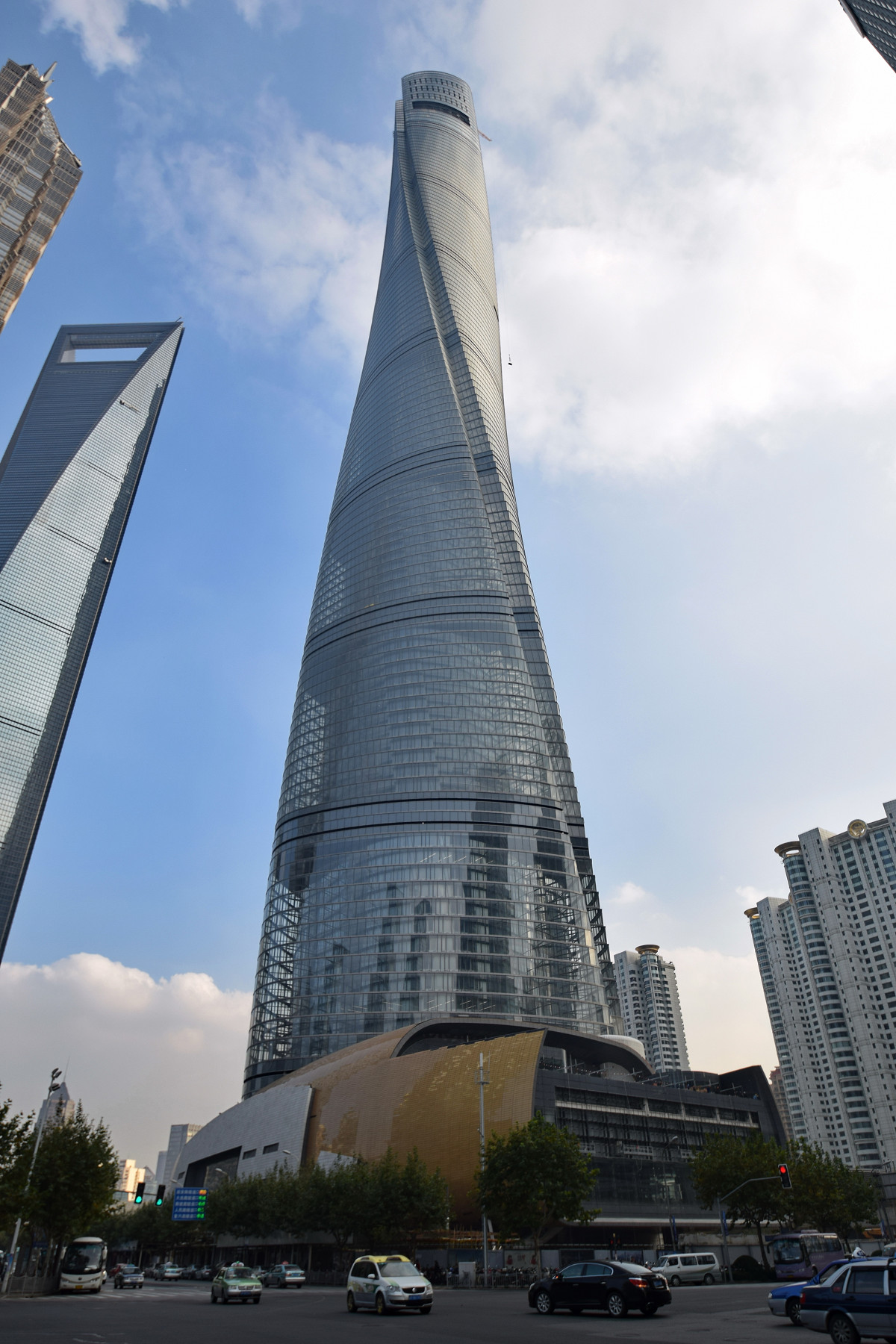
Torre de Shanghái, el segundo edificio más alto del mundo.

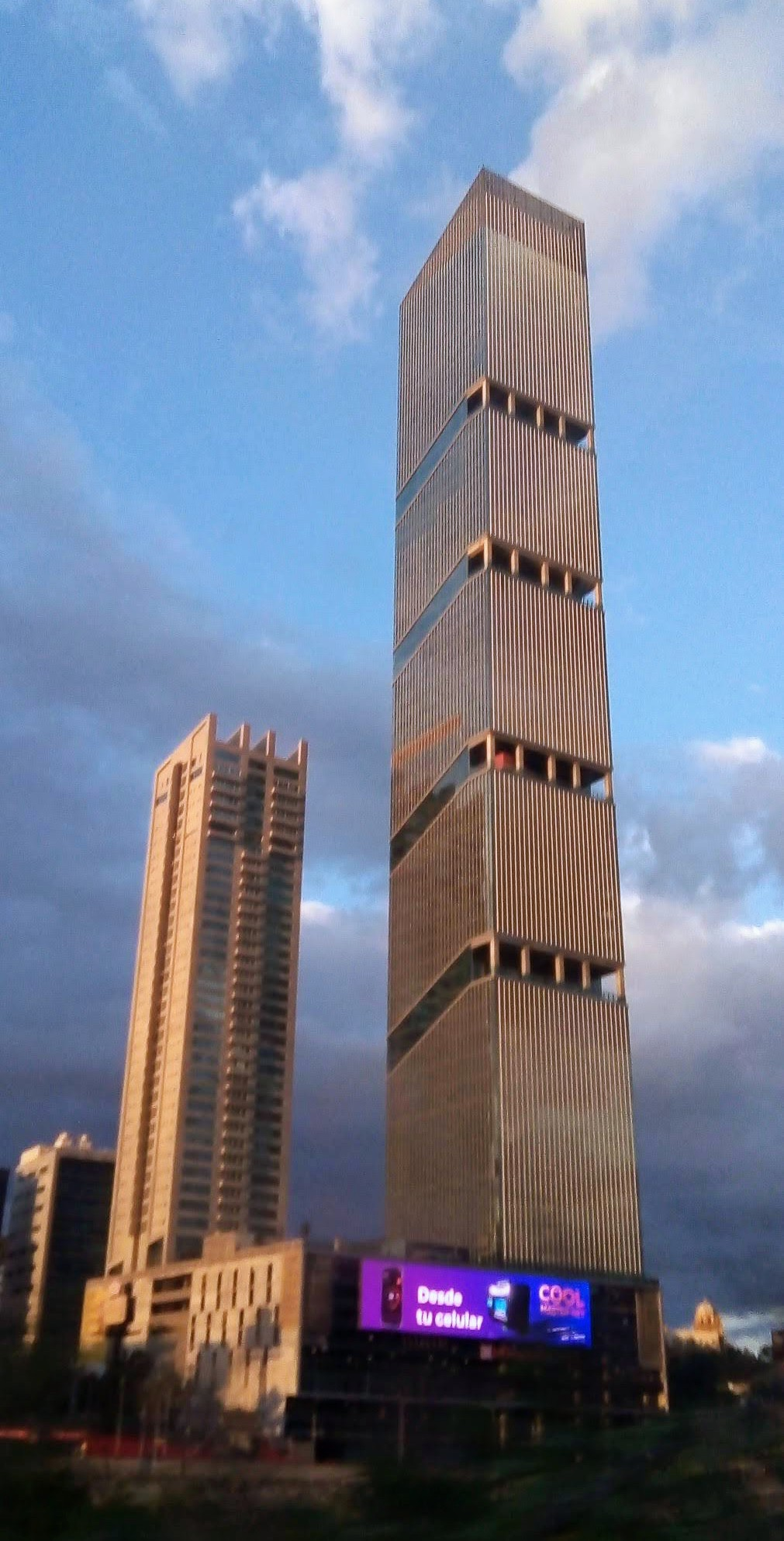
Torres Obispado, la torre más alta de Monterrey y de México, además de la 25° más alta de América.

Un rascacielos es un edificio particularmente alto y continuamente habitable. A menudo también se denomina rascacielos a aquellos edificios que destacan por su altura sobre los de sus alrededores; esto último se fundamenta en la definición del Consejo de Edificios Altos y Hábitat Urbano (CTBUH):

La altura de los rascacielos es un término relativo, generalmente comparativo con el contexto. El primer edificio considerado como tal no tenía más que 5 alturas y ahora se han alcanzado casi los 1000 m de altura. No existe una medida internacional, aunque sí una definición dada por el Consejo de Edificios Altos y Hábitat Urbano (CTBUH) con base en Pensilvania que dice que un rascacielos «es un edificio en el que lo vertical tiene una consideración superlativa sobre cualquier otro de sus parámetros y el contexto en que se implanta». Hoy en día el significado es mezcla de lo anterior.

También existen criterios basados en altura, clasificándolos en cuatro categorías de forma que un rascacielos tendría que tener al menos 150 metros de altura. También se ha definido como superalto al que llega a los 300 metros de altura, y megaalto al que supera los 600 metros.
La razón de su construcción suele ser el máximo aprovechamiento económico del suelo. Por ello, suelen encontrarse múltiples rascacielos agrupados en las zonas comerciales o residenciales de grandes ciudades, donde el valor del suelo es elevado. Sin embargo, en el caso de los grandes rascacielos, la motivación económica suele ser en realidad inexistente, pues el exceso de altura conlleva gastos todavía mayores. En estos casos la motivación es puramente publicitaria, ya que estos grandes edificios, en especial si logran la etiqueta de «edificio más alto» (de la ciudad o país), adquieren relevancia y notoriedad, y dotan de una imagen de poder y pujanza económica a sus propietarios.
Estas agrupaciones de rascacielos suelen dibujar una línea de horizonte característica de muchas ciudades, como Nueva York, Chicago, Shanghái, Dubái, Hong Kong, Doha, São Paulo o Singapur.

## Historia

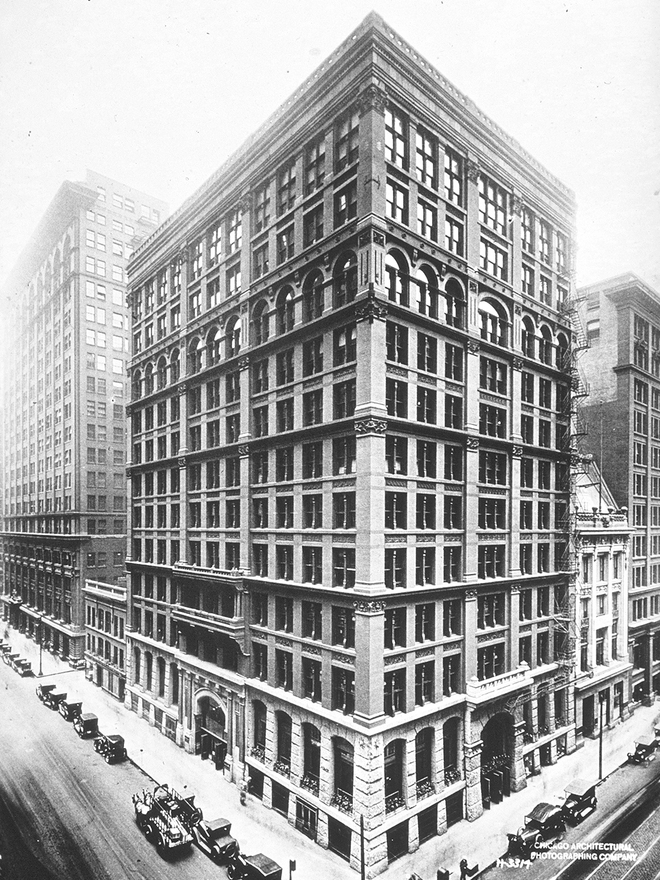
El Home Insurance Building, considerado el primer rascacielos.

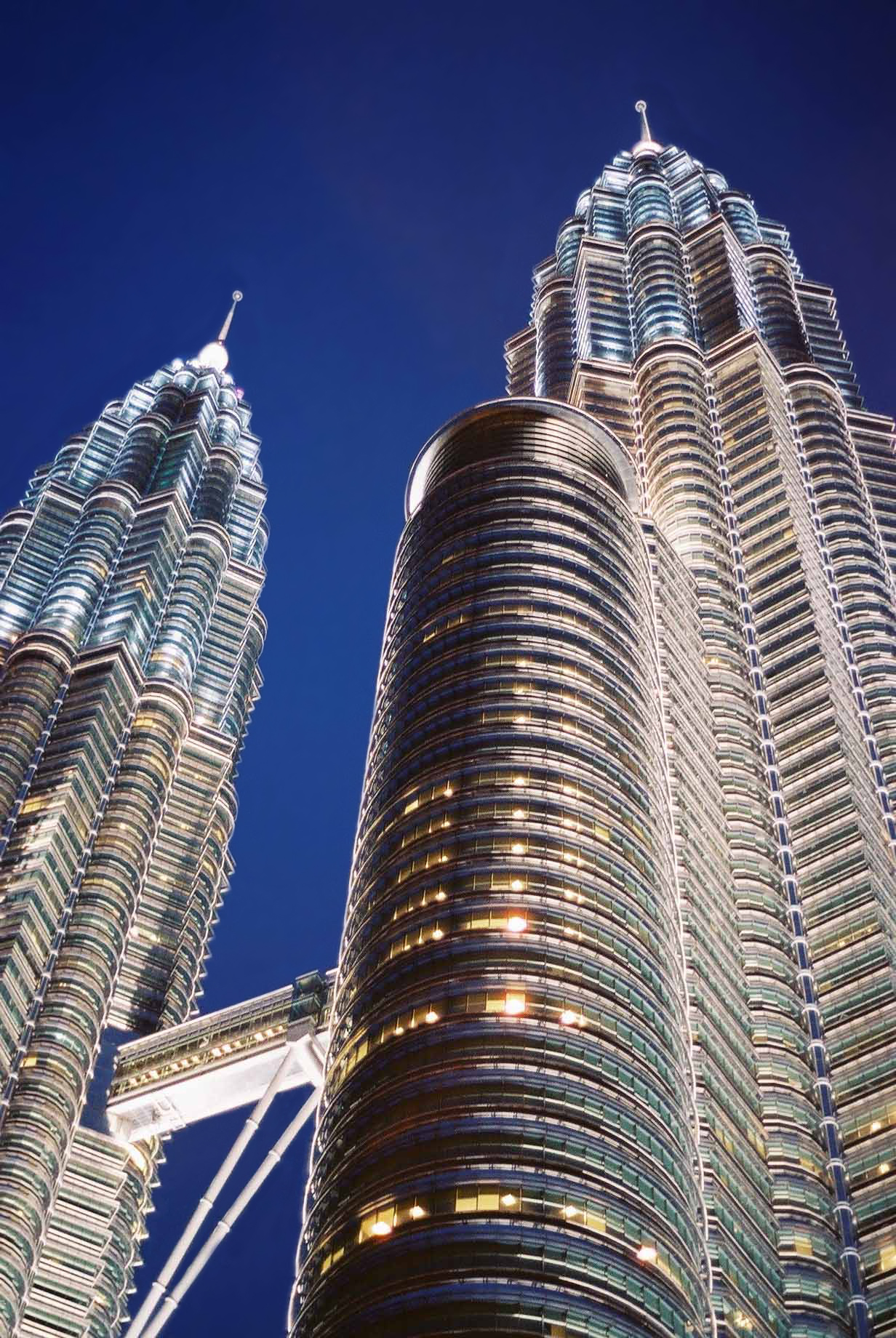
En 1998 las Torres Petronas ocuparon el puesto de las torres más altas del mundo, superando al Sears Tower.

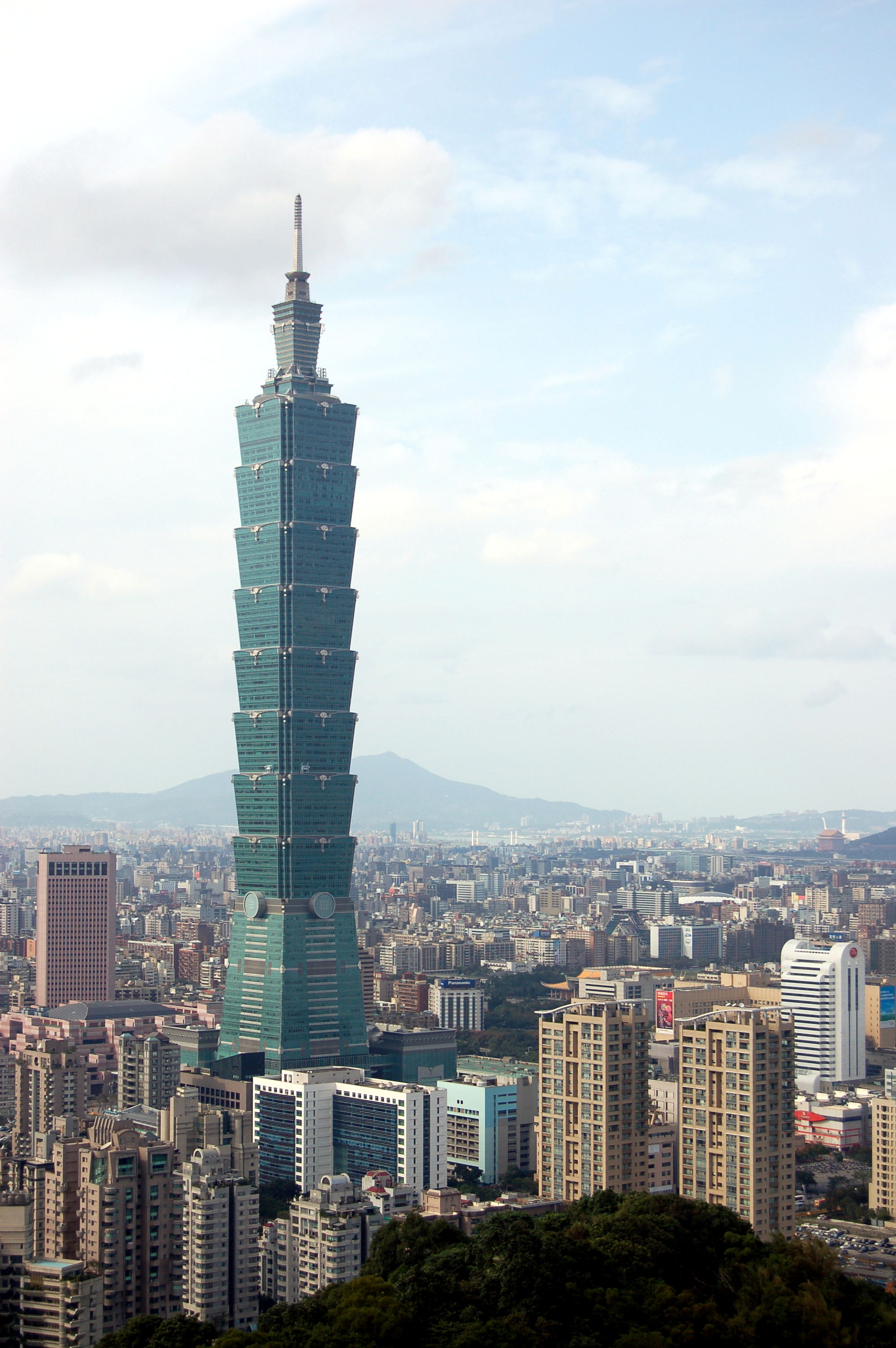
El Taipei 101 fue el edificio más alto del mundo hasta 2007, su estructura se puso a prueba cuando un terremoto azotó la ciudad, mientras estaba en construcción.

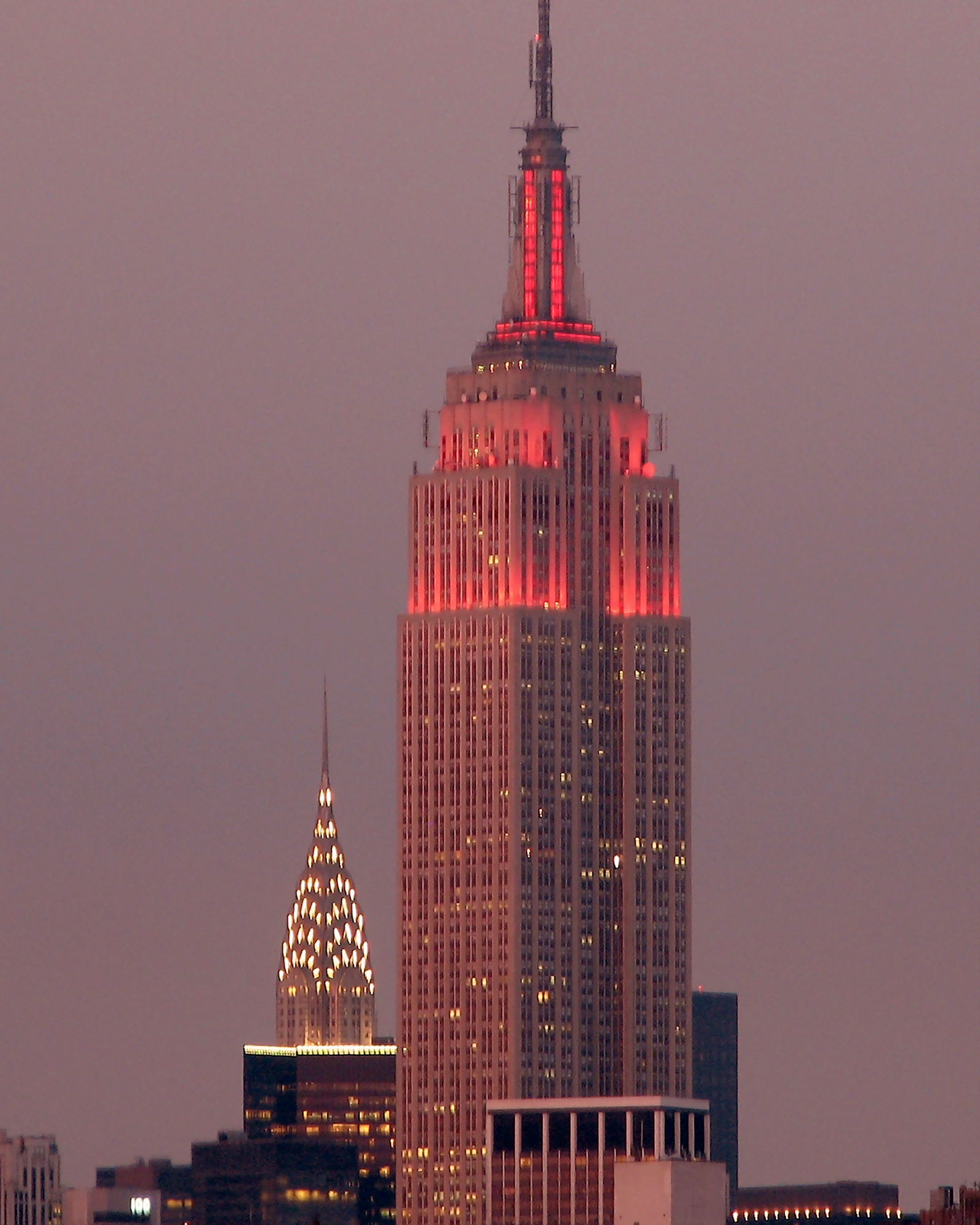
El edificio Empire State, uno de los más representativos de Estados Unidos. Al fondo el edificio Chrysler.

Creados en Chicago (Estados Unidos), y perfeccionados en Nueva York, los rascacielos fueron una creación estructural que revolucionó el panorama urbano de los últimos cien años, siendo hoy día un símbolo de modernidad en todo el mundo. El elemento principal que permitió el desarrollo de los rascacielos fue el ascensor, si bien otros avances técnicos posibilitaron el progresivo aumento de altura. Entre ellos destacan el acero, el hormigón armado, el vidrio, y la bomba hidráulica. Antes del siglo XIX los edificios de más de seis plantas eran raros, ya que su excesiva altura los hacía poco prácticos. Además, los materiales y técnicas necesarios para construir un rascacielos son notablemente diferentes de los empleados en edificios convencionales.
Los primeros rascacielos aparecieron a finales del siglo XIX en ciudades con altos índices de población como Nueva York, Londres o Chicago. Sin embargo, los constructores de Londres y Chicago se encontraron con normas que limitaban su altura, y en la Europa continental hubo dudas acerca de su seguridad frente a incendios o a su estética, por lo que en los primeros años del siglo XX Nueva York fue la ciudad pionera en este tipo de construcciones.
El primer edificio considerado como rascacielos fue el Home Insurance Building, diseñado por el estadounidense William Le Baron Jenney. Fue construido entre 1884 y 1885 en Chicago y constaba de diez plantas. No obstante, hoy en día su altura no resulta impresionante y, de hecho, si fuera construido en la actualidad no sería considerado rascacielos. Otro posible candidato a primer rascacielos sería el World Building, de 20 plantas y construido en Nueva York en 1890. Sin embargo, para los estándares modernos, el primer rascacielos auténtico sería el Park Row Building de Nueva York, con 30 plantas, construido en 1899. En Europa el primer rascacielos fue el Witte Huis construido en Róterdam, Países Bajos, en 1898 en estilo Art Nouveau con 43 metros y 10 pisos. En 1911 se construyó el Royal Liver Building en Liverpool, Reino Unido, de 90 metros y 13 pisos, considerado uno de los primeros rascacielos construidos completamente en hormigón. Las Torres Kungstornen terminadas en 1925 en Estocolmo se consideran los primeros rascacielos modernos de Europa, aunque solo llegan a 61 metros. Otros primeros rascacielos fueron el Edificio Telefónica, construido en Madrid, entre 1926 y 1929 con 89 metros y 15 pisos, el Boerentoren en Amberes, Bélgica, de 1932 con 87,5 metros y 26 pisos (ampliado posteriormente) y la Torre Piacentini en Génova, Italia, de 31 pisos y 107 metros de altura, construida entre 1935 y 1940.
A partir de los años 20 y 30 comenzaron a aparecer rascacielos en ciudades de Iberoamérica Montevideo, Buenos Aires, La Paz, São Paulo, Ciudad de México, Caracas, Ciudad de Panamá, Santiago de Chile, Bogotá y también en Asia (Shanghái, Hong Kong, Tokio, Taiwán, entre otros.).
Tras la Segunda Guerra Mundial, la Unión Soviética planificó la construcción de ocho grandes torres; las torres de Stalin, siete de las cuales fueron llevadas a cabo. El resto de Europa comenzó también a construir grandes edificios: en Madrid se construye el primer edificio de más de 100 metros en 1950 (Edificio España).
Otro rascacielos notorio es la Torre Willis, terminada en 1976. Mide hasta su techo 442 m, pero contando sus antenas, alcanza los 527 m. 
Las Torres Petronas son las torres gemelas de más altura en el mundo, con 452 metros. El Shanghai World Financial Center tiene una altura de 492 m, siendo el más alto sin contar las antenas. El Taipei 101 alcanza los 502 m, y 529 contando la antena. Pero, desde principios de 2010, el edificio más alto del mundo es el Burj Khalifa, de 163 pisos, que se eleva hasta los 828 m y está ubicado en Dubái, la ciudad más poblada de Emiratos Árabes Unidos.
Las 10 ciudades con mayor número de rascacielos son:
| Ciudad     | País                   | Cantidad de rascacielos |
| ---------- | ---------------------- | ----------------------- |
| Hong Kong  | Hong Kong              | 1453                    |
| Nueva York | Estados Unidos         | 823                     |
| Shenzhen   | China                  | 567                     |
| Tokio      | Japón                  | 559                     |
| Singapur   | Singapur               | 507                     |
| Wuhan      | China                  | 393                     |
| Bangkok    | Tailandia              | 390                     |
| Dubái      | Emiratos Árabes Unidos | 346                     |
| Chicago    | Estados Unidos         | 330                     |
| Guangzhou  | China                  | 320                     |

### Torres
Las torres no son propiamente rascacielos, pues sólo están habitadas parcialmente, pero durante mucho tiempo han rivalizado con los rascacielos por obtener el récord de altura: en los años 1970 se terminó la Torre CN, que superaba por pocos metros a la Torre Ostankino moscovita, de los años 1960. Ambas fueron superadas por la Torre de televisión de Cantón, inaugurada el 29 de septiembre de 2010, que fue superada luego por la Tokyo Sky Tree, finalizada el 29 de febrero de 2012.

## Ventajas y desventajas
La principal ventaja de los rascacielos es la de obtener una gran cantidad de superficie útil en un espacio de suelo reducido. Este suele ser el motivo por el que los promotores inmobiliarios deciden emprender este tipo de obras, ya que la posibilidad de vender o alquilar una gran cantidad de viviendas u oficinas suele compensar el enorme costo de construir estos edificios.
La razón por la que las empresas tienden a agruparse en estos edificios es que la concentración de personas y servicios en un área reducida permite una mayor eficiencia económica. La concentración de sus empleados en un único edificio permite a las empresas obtener un mayor rendimiento, ya que se hacen innecesarios los viajes o los envíos por correo o por servicios de mensajería. Por las mismas razones, la concentración de un número elevado de empresas facilita los intercambios entre ellas. Esto, por supuesto, podría hacerse en edificios de menor tamaño, pero los rascacielos permiten que esto se dé en el centro de las grandes ciudades, donde los medios de transporte público facilitan el acceso a empleados y clientes.
Además, esta concentración permite la utilización de medios de transporte público como el metro en lugar del automóvil o el autobús, con lo que esto supone en la reducción de contaminación atmosférica. Relacionado con lo anterior, los medios de transporte verticales (ascensores y escaleras mecánicas) son más eficientes que los medios de transporte horizontales (automóviles, autobuses, etc.). De esta forma, el consumo energético derivado del transporte se reduce.
Pero existen también inconvenientes: la alta concentración de población que suponen los rascacielos exigen grandes inversiones en infraestructuras de transporte, instalaciones de suministro de agua, electricidad, comunicaciones, saneamiento, etc. Instalaciones cuyo coste recae en las instituciones municipales, que a cambio cobran grandes cantidades de dinero para otorgar ese tipo de licencias.
Existen también problemas derivados de su gran altura:
- Hacer que el agua llegue a los pisos más altos sin que revienten las tuberías de los pisos más bajos. Para ello se bombea por etapas y se guarda en depósitos en los pisos intermedios.
- Los ascensores deben ser rápidos, por la necesidad de no emplear mucho tiempo en llegar al piso deseado, pero unas aceleraciones excesivas pueden provocar desmayos.
- Vulnerabilidad ante los terremotos. Sin embargo, esto se tiene en cuenta en su diseño llegando a ser más resistentes que los edificios bajos construidos por métodos convencionales.
- Un edificio alto soporta el peor viento, y en el cálculo de su estructura se tienen en cuenta las oscilaciones horizontales, tanto por la altura como por el hecho de que el viento es más fuerte cuanto más nos distanciemos del suelo.
- Los cimientos deben soportar mucho peso y grandes momentos debidos a la fuerza horizontal ejercida por el viento. Por ello deben ser anchos y profundos, y además deben diseñarse de una forma especial para soportar los terremotos.
- La acumulación de una gran masa en la misma vertical puede producir a nivel geológico y geofísico desequilibrios sismológicos, como los sucedidos en Taipéi.[7]

## Evolución de los diez edificios más altos del mundo
Se recoge, en forma de tabla, una lista de los diez edificios más altos del mundo en los últimos sesenta años, analizadas cada diez años.
| Imagen | Año  | Año  | Año  | Año  | Año  | Año  | Año  | Año  | Edificio                                                                                        | Ciudad       | País                   | Altura  | Altura | Altura    | Pisos | Año  | Uso                    | Ref.   |
| Imagen | 1956 | 1966 | 1976 | 1986 | 1996 | 2006 | 2016 | 2021 | Edificio                                                                                        | Ciudad       | País                   | Oficial | Antena | Últ. piso | Pisos | Año  | Uso                    | Ref.   |
|        | —    | —    | —    | —    | —    | —    | 01   | 01   | Burj Khalifa (edificio más alto del mundo desde 2010)                                           | Dubái        | Emiratos Árabes Unidos | 828     | 830    | 585       | 163   | 2010 |                        | [ 8 ]  |
|        | —    | —    | —    | —    | —    | —    | 02   | 02   | Torre de Shanghái                                                                               | Shanghái     | China                  | 632     | 632    | 583       | 128   | 2015 |                        | [ 9 ]  |
|        | —    | —    | —    | —    | —    | —    | 03   | 03   | Abraj Al Bait                                                                                   | La Meca      | Arabia Saudita         | 601     | 601    | 494       | 120   | 2012 |                        | [ 10 ] |
|        | —    | —    | —    | —    | —    | —    | —    | 04   | Ping An Finance Center                                                                          | Shenzhen     | China                  | 599     | 599    | 562       | 115   | 2017 |                        | [ 11 ] |
|        | —    | —    | —    | —    | —    | —    | —    | 05   | Goldin Finance 117                                                                              | Tianjin      | China                  | 597     | 597    | 584       | 128   | 2021 |                        | [ 12 ] |
|        | —    | —    | —    | —    | —    | —    | —    | 06   | Lotte World Tower                                                                               | Seúl         | Corea del Sur          | 555     | 556    | 498       | 124   | 2017 | [ 13 ]                 |        |
|        | —    | —    | —    | —    | —    | —    | 04   | 07   | One World Trade Center                                                                          | Nueva York   | Estados Unidos         | 541     | 546    | 387       | 104   | 2014 |                        | [ 14 ] |
|        | —    | —    | —    | —    | —    | —    | 05   | 08   | CTF Finance Centre                                                                              | Guangzhou    | China                  | 530     | 530    | 496       | 111   | 2016 |                        | [ 15 ] |
|        | —    | —    | —    | —    | —    | —    | —    | 09   | Tianjin CTF Finance Centre                                                                      | Tianjin      | China                  | 530     | 530    | 440       | 97    | 2019 |                        | [ 16 ] |
|        | —    | —    | —    | —    | —    | —    | 06   | 10   | CITIC Tower                                                                                     | Pekín        | China                  | 528     | 528    | 514       | 108   | 2018 |                        | [ 17 ] |
|        | —    | —    | —    | —    | —    | 01   | 07   | 11   | Taipei 101 (edificio más alto del mundo entre 2003 y 2010)                                      | Taipéi       | Taiwán                 | 508     | 508    | 438       | 101   | 2004 |                        | [ 18 ] |
|        | —    | —    | —    | —    | —    | 02   | 08   | 19   | Torres Petronas (Torre 1) (edificio más alto del mundo de 1998 a 2003)                          | Kuala Lumpur | Malasia                | 452     | 452    | 375       | 88    | 1998 |                        | [ 19 ] |
|        | —    | —    | 01   | 01   | 01   | 03   | 09   | 24   | Torre Willis (antes Torre Sears) (edificio más alto del mundo de 1973 a 1998)                   | Chicago      | Estados Unidos         | 442     | 527    | 413       | 108   | 1974 |                        | [ 20 ] |
|        | —    | —    | —    | —    | —    | —    | 10   | 25   | Kingkey 100                                                                                     | Shenzhen     | China                  | 442     | 442    | 427       | 100   | 2011 |                        | [ 21 ] |
|        | —    | —    | —    | —    | —    | 04   | 22   | 34   | Jin Mao                                                                                         | Shanghái     | China                  | 421     | 421    | 348       | 88    | 1999 |                        | [ 22 ] |
|        | —    | —    | —    | —    | —    | 05   | 25   | 37   | Two International Finance Centre                                                                | Hong Kong    | China                  | 412     | 412    | 388       | 88    | 2003 |                        | [ 23 ] |
|        | —    | —    | —    | —    | 02   | 06   | 28   | 43   | CITIC Plaza                                                                                     | Guangzhou    | China                  | 390     | 390    | 297       | 80    | 1996 |                        | [ 24 ] |
|        | —    | —    | —    | —    | —    | 07   | 29   | 47   | Shun Hing Square                                                                                | Shenzhen     | China                  | 384     | 384    | 298       | 69    | 1996 |                        | [ 25 ] |
|        | —    | —    | 02   | 02   | 03   | —    | —    | —    | World Trade Center (edificio más alto del mundo de 1971 a 1973)                                 | Nueva York   | Estados Unidos         | 415 417 |        |           | 110   | 1971 |                        | [ 26 ] |
|        | 01   | 01   | 03   | 03   | 04   | 08   | 34   | 49   | Empire State Building (edificio más alto del mundo de 1931 a 1971)                              | Nueva York   | Estados Unidos         | 381     | 443    | 373       | 102   | 1931 |                        | [ 27 ] |
|        | —    | —    | —    | —    | 05   | 09   | 36   | 54   | Central Plaza                                                                                   | Hong Kong    | China                  | 374     | 374    | 299       | 78    | 1992 |                        | [ 28 ] |
|        | —    | —    | —    | —    | 06   | 10   | 40   | 60   | Bank of China Tower                                                                             | Hong Kong    | China                  | 367     | 367    | 288       | 72    | 1990 |                        | [ 29 ] |
|        | —    | —    | 04   | 04   | 07   | 13   | 49   | 80   | Aon Center (antes Edificio Amocco y Edificio Standard oil )                                     | Chicago      | Estados Unidos         | 346     | 363    | 328       | 83    | 1973 |                        | [ 30 ] |
|        | —    | —    | 05   | 05   | 08   | 15   | 51   | 83   | 875 North Michigan Avenue (antes John Hancock Center)                                           | Chicago      | Estados Unidos         | 344     | 457    | 321       | 100   | 1969 |                        | [ 31 ] |
|        | 02   | 02   | 06   | 06   | 09   | 21   | 69   | —    | Edificio Chrysler (edificio más alto del mundo de 1930 a 1931)                                  | Nueva York   | Estados Unidos         | 319     |        |           | 77    | 1930 |                        | [ 32 ] |
|        | —    | —    | —    | —    | 10   | 24   | 71   | —    | Bank of America Plaza (antes NationsBank Plaza)                                                 | Atlanta      | Estados Unidos         | 312     |        |           | 55    | 1992 |                        | [ 33 ] |
|        | —    | —    | —    | 07   | 12   | 29   | 83   | —    | JPMorgan Chase Tower (antes Torre Texas Commerce)                                               | Houston      | Estados Unidos         | 305     |        |           | 75    | 1982 |                        | [ 34 ] |
|        | —    | —    | —    | 08   | 14   | 31   | —    | —    | Wells Fargo Plaza (antes Allied Bank Place)                                                     | Houston      | Estados Unidos         | 302     |        |           | 71    | 1983 |                        | [ 35 ] |
|        | —    | —    | 07   | 09   | 15   | 33   | —    | —    | First Canadian Place                                                                            | Toronto      | Canadá                 | 298,1   | 355    | 289,9     | 72    | 1975 |                        | [ 35 ] |
|        | 03   | 03   | 08   | 10   | 17   | 40   | —    | —    | 70 Pine Street (antes American International Building, 60 Wall Tower y Cities Service Building) | Nueva York   | Estados Unidos         | 290     |        |           | 67    | 1932 |                        | [ 36 ] |
|        | 04   | 04   | 09   | 11   | 20   | 48   | —    | —    | The Trump Building (edificio más alto del mundo en 1930)                                        | Nueva York   | Estados Unidos         | 283     |        |           | 71    | 1930 |                        | [ 37 ] |
|        | 05   | 05   | 10   | 19   | 31   | 78   | —    | —    | 30 Rockefeller Plaza (antes RCA Building, GE Building o Comcast Building)                       | Nueva York   | Estados Unidos         | 259     |        |           | 70    | 1933 | Oficinas               | [ 38 ] |
|        | —    | 06   | 12   | 21   | 35   | 109  | —    | —    | 28 Liberty Street (antes One Chase Manhattan Plaza)                                             | Nueva York   | Estados Unidos         | 248     |        |           | 60    | 1961 | Oficinas               | [ 39 ] |
|        | —    | 07   | 13   | 22   | 37   | 113  | —    | —    | MetLife Building (antes Pan Am Building)                                                        | Nueva York   | Estados Unidos         | 246     |        |           | 59    | 1963 | Oficinas               | [ 40 ] |
|        | 06   | 08   | 14   | 23   | 38   | 129  | —    | —    | Woolworth Building (edificio más alto del mundo desde 1913 hasta 1930)                          | Nueva York   | Estados Unidos         | 241     |        |           | 57    | 1913 | Residencial y oficinas | [ 41 ] |
|        | 07   | 09   | 15   | 25   | 42   | 136  | —    | —    | Universidad Estatal de Moscú                                                                    | Moscú        | Rusia                  | 240     |        |           | 36    | 1953 |                        |        |
|        | 08   | 10   | 16   | 27   | 46   | 170  | —    | —    | Palacio de la Cultura y la Ciencia                                                              | Varsovia     | Polonia                | 237     | 188    | 230       | 42    | 1955 |                        |        |
|        | 09   | 12   | 17   | 37   | 67   | 197  | —    | —    | 20 Exchange Place (antes City Bank-Farmers Trust Building)                                      | Nueva York   | Estados Unidos         | 226     |        |           | 57    | 1931 | Oficinas               | [ 42 ] |
|        | 10   | 13   | 18   | 53   | 90   | —    | —    | —    | Terminal Tower (2.º más alto del mundo cuando se completó)                                      | Cleveland    | Estados Unidos         | 215,8   | 235    |           | 52    | 1928 | Oficinas               |        |
|        | 11   | 14   | 19   | 54   | —    | —    | —    | —    | Metropolitan Life Tower (edificio más alto del mundo desde 1909 hasta 1913)                     | Nueva York   | Estados Unidos         | 213     |        |           | 50    | 1909 | Oficinas               | [ 43 ] |